# Ljoebomir Ljoebenov
Ljoebomir Ljoebenov (Plovdiv, 26 augustus 1957) is een Bulgaars voormalig kanovaarder.
Ljoebenov won tijdens de Olympische Zomerspelen 1980 de gouden medaille in de C-1 1000 meter en de zilveren medaille op de 500 meter.

## Belangrijkste resultaten

### Olympische Zomerspelen
| Editie | Plaats | Resultaten         |
| ------ | ------ | ------------------ |
| 1980   | Moskou | C-1 1000m C-1 500m |

### Wereldkampioenschappen vlakwater
| Jaar | Plaats     | Resultaten           |
| ---- | ---------- | -------------------- |
| 1978 | Belgrado   | C-1 500m             |
| 1979 | Duisburg   | C-1 1000m · C-1 500m |
| 1981 | Nottingham | C-2 500m             |

1936: Francis Amyot ·
1948: Josef Holeček ·
1952: Josef Holeček ·
1956: Leon Rotman ·
1960: János Parti ·
1964: Jürgen Eschert ·
1968: Tibor Tatai ·
1972: Ivan Patzaichin ·
1976: Matija Ljubek ·
1980: Ljoebomir Ljoebenov ·
1984: Ulrich Eicke ·
1988: Ivans Klementjevs ·
1992: Nikolai Boechalov ·
1996: Martin Doktor ·
2000: Andreas Dittmer ·
2004: David Cal ·
2008: Attila Vajda ·
2012: Sebastian Brendel ·
2016: Sebastian Brendel ·
2020: Isaquias Queiroz ·
2024: Martin Fuksa